# Хиројуки Шираи
Хиројуки Шираи (јап. 白井 博幸; 17. јун 1974) јапански је фудбалер.

## Каријера
Током каријере играо је за Шимицу С-Пулс, Верди Кавасаки и Серезо Осака и многе друге клубове.

## Репрезентација
Са репрезентацијом Јапана наступао је на олимпијским играма 1996.